# Centre de profit
Un centre de profit est une unité autonome au sein d'une entreprise, dotée d'un compte d'exploitation et qui possède par conséquent ses propres produits et ses propres charges et dégage des bénéfices ou éventuellement des pertes.
Le centre de profit est une unité opérationnelle de production (de biens ou de services). Il s'agit d'une structure d'exécution au profit de la stratégie du groupe à laquelle il appartient.
Il est dirigé par un responsable, un directeur, qui répond à une direction générale. L'unité opérationnelle s'applique à produire dans le cadre des orientations stratégique définit par la direction générale. Le degré d'autonomie de chaque centre de profit est propre aux choix interne de l'entreprise.
Le centre de profit embarque plus ou moins de cadrans opérationnels selon la structuration du groupe auquel il appartient.
On dénombre 8 cadrans types, plus ou moins embarqué par le services supports / services centraux  :
- Ressources humaines ;
- Juridique ;
- Qualité ;
- Production ;
- Marketing et communication ;
- Technique ;
- Économique et financier ;
- Commercialisation et vente.

## Enjeux d'un centre de profit
La notion de centre de profit peut être indépendante de la notion de société juridique.
On utilise alors le centre de profit pour un découpage analytique de l'entreprise, bien souvent pour suivre la rentabilité d'une activité ou d'une ligne de produits. Le résultat d'un centre de profit est un résultat (positif ou négatif) dit "opérationnel" par rapport au résultat légal et fiscal de l'entreprise en tant que société juridique.

## Relations entre les centres de profit et les services supports/centraux
Les centres de profit sont au service de la politique de la direction général de l'entreprise.

Les services centraux ou supports (selon l'organisation de l'entreprise) soutiennent le centre de profit en allouant des ressources humaines, techniques, etc. afin de permettre au centre de profit d'atteindre ses objectifs. La rétribution de ce service se fait via des "management fees" (frais de siège). La définition de la valeur économique des frais de siège relève de la stratégie d'entreprise. 